# Масонски ритуали
Масонските ритуали са култивирани привички, които служат за мобилизиране на волята и за преодоляване на инертните навици, на посветените свободни зидари. Те включват разнообразни движения, наподобяващи молитвени демонстрации – строй, стъпки, плясък, възклик, предвидени в поученията за първа, втора и трета символична степен, на синьото масонство.

## Посвещение
Преди да бъде поканен, кандидатът е внимателно проучен и обсъден. Когато кандидатурата му бъде одобрена от ложата, името му се обявява на съответното табло. Кандидатът се приема с балотаж (гласуване), с бели и черни топки, ако няма постъпили мотивирани писмени възражения, срещу кандидатурата.
Кандидатът се отвежда в „стаята на размишленията“, където се подлага на самоизпитване, в продължение на два часа. Пред него са поставени три съда, пълни с живак, сяра и сол (основните елементи, според алхимията), съд с пшеница, череп и огледало. Тук той трябва да се саморазкрие, в откровен разговор със самия себе си. Следват и други изпитания. Накрая го въвеждат в ритуалната зала, със завързани очи, разголена лява гръд, заголено дясно коляно и бос ляв крак. Там той дава тържествено обещание за вярност и преданост, към движението, и уважение, към неговите ръководители.